# Autmuttal bei Großbettlingen, Geigersbühl und Gewann Gelber Brunnen
Das Landschaftsschutzgebiet Autmuttal bei Großbettlingen, Geigersbühl und Gewann Gelber Brunnen ist ein mit Verordnung der Unteren Naturschutzbehörde beim Landratsamt Esslingen vom 24. Juli 1981 ausgewiesenes Landschaftsschutzgebiet (LSG-Nummer 1.16.038) auf dem Gebiet der Stadt Nürtingen und der Gemeinden Großbettlingen und Altdorf.

## Lage und Beschreibung

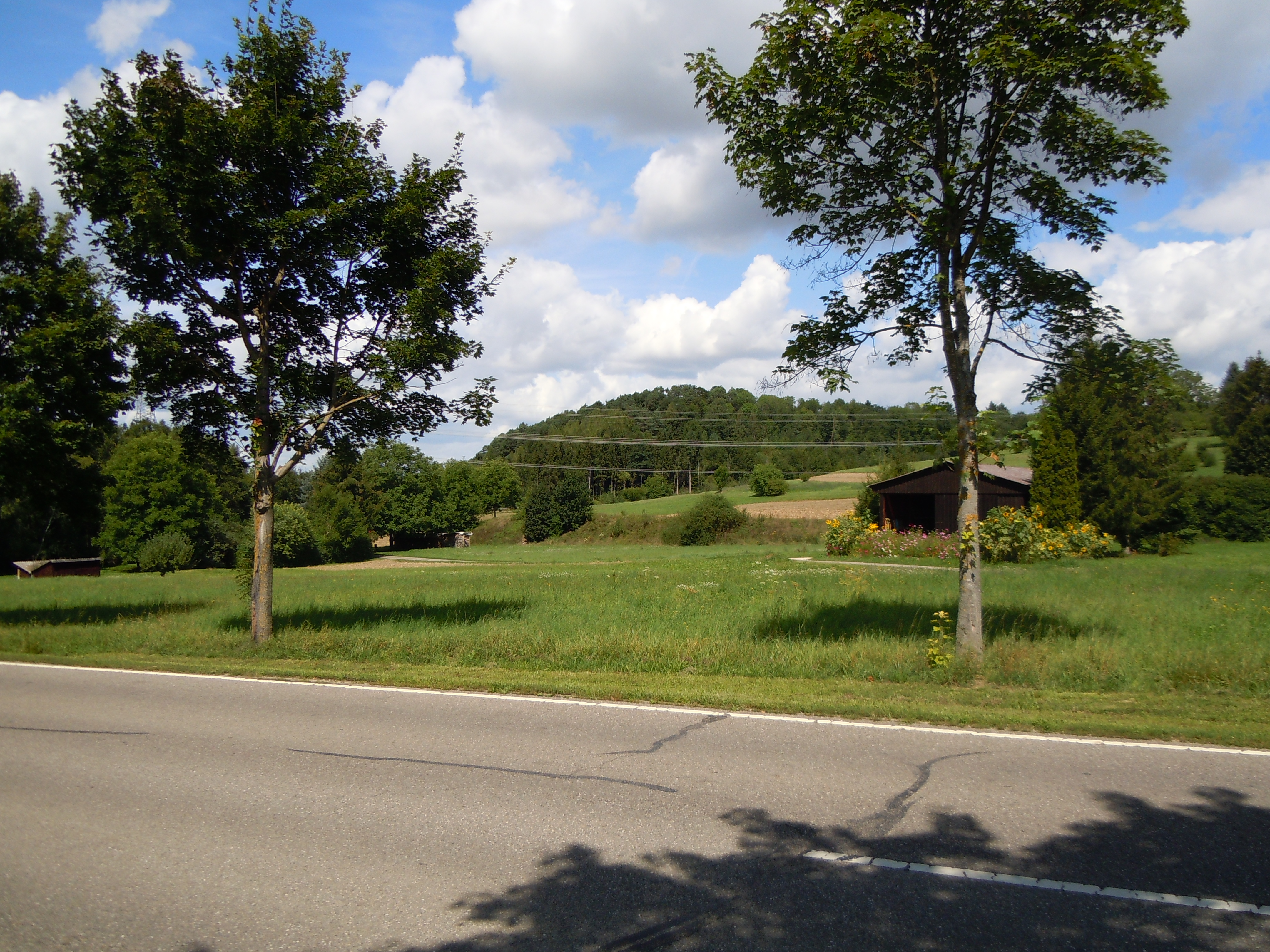
Vulkanembryo Staufenbühl

Das 123 Hektar große Gebiet liegt bei Großbettlingen. Im Westen grenzt es an die Gemarkung von Altdorf, im Norden liegt der Nürtinger Stadtteil Raidwangen. Der Bereich südlich von Großbettlingen liegt im FFH-Gebiet Albvorland Nürtingen-Kirchheim. Das Schutzgebiet gehört naturräumlich zum Mittleren Albvorland und zur Filder.
Das Schutzgebiet besteht aus drei Teilgebieten. Das flächenmäßig größte Teilgebiet ist das Tal der Autmut westlich von Großbettlingen. Im LSG liegen die flächenhaften Naturdenkmale Vulkanembryo Geigersbühl und Vulkanembryo Staufenbühl, wobei der nördliche Teil des Staufenbühls im LSG Gebiete um Nürtingen, Neckarhausen und Raidwangen liegt.

## Schutzzweck
Wesentlicher Schutzzweck ist gemäß Schutzgebietsverordnung die Sicherung und langfristige Erhaltung des landschaftsökologisch wertvollen Autmuttales als Freiraum und Naherholungsgebiet für die Allgemeinheit, die Erhaltung der geologisch bedeutsamen Kuppe des Geigersbühls als Grünbereich am Ortsrand sowie die Sicherung des Gewanns „Gelber Brunnen“ als Grünzäsur zwischen bebauten Ortsteilen.